# Единица с обманом
«Едини́ца „с обма́ном“» — советский комедийный фильм для детей, снятый Андреем Праченко на Киевской киностудии им. А. П. Довженко в 1984 году, его дебютная режиссёрская работа. Экранизация одноимённой повести Всеволода Нестайко.
Премьера состоялась 28 марта 1984 года. Фильм посмотрели 6 200 000 зрителей.

## Сюжет
Председатель совета отряда и одновременно староста 6-го «Б» класса Ляля Иванова очень озабочена тем, какое место её класс занимает на доске «Экран соревнований». Под её руководством класс, занимаясь сбором макулатуры и тимуровской работой, упорно занимал первое место, но тут в параллельном классе ученик выиграл районную олимпиаду по шахматам и одновременно дирекция школы решает, что лялин класс запустил спортивно-воспитательную работу, а потому первое место отдают классу шахматиста. Ляля бросается за разъяснениями к пионервожатой, которая (не зная как сильно Ляля одержима решением сохранить первое место класса) легкомысленно объясняет ей, что им теперь всего лишь нужно воспитать в своём коллективе чемпиона.
Ляля организовывает срочный сбор после уроков, на который её одноклассников приходиться загонять силой, потому что, в отличие от Ляли, для них положение класса на доске достижений всего лишь надпись и никто из них не горит желанием специально становиться чемпионом. Совершенно случайно выясняется, что тихий и незаметный Витя Онищенко занимается прыжками в воду. Ляля наведывается к тренеру Онищенко и узнаёт, что скоро будут районные соревнования, которые Онищенко вполне может выиграть, но у него на пути два препятствия: конкурент в лице Олега Коваленко и правило допуска, по которому к соревнованиям допускается лишь те ребята, у которых приличная успеваемость. 
Ляля тут же начинает «ковать железо», чётко распределяет между её одноклассниками следующие обязанности: одни должны делать уроки за Онищенко, другие должны заботиться о его сбалансированном питании и душевном состоянии. Онищенко никакого восторга от такого внимания к своей персоне не высказывает, потому что всё сводится к тому, что одноклассникам приходится теперь контролировать каждый его шаг. Будучи формалисткой, Ляля действует по принципу «в борьбе все средства хороши»: в своём желании вернуть классу утраченное положение она, сама того не понимая, задевает чувства других людей (когда просит Нину Макаренко, которая нравится Онищенко, постоянно гулять с ним, но в итоге сама Макаренко начинает испытывать к нему симпатию) и даже решается на откровенную подлость — деморализовать Коваленко, чтобы тот не смог участвовать. На первый взгляд кажется, что у Ляли всё продумано до мелочей, но в какой-то момент стройная система её плана начинает рушиться: ребята начинают открыто бунтовать.
Окончательно ситуация накаляется, когда Онищенко не сделал домашнее задание и Ляля пытается подсказать ему, прокравшись к доске, но обман раскрывается и Онищенко получает в дневник единицу в кружочке, означающим обман. Хотя Ляля быстро находит специальный пятновыводитель, благодаря которому единицу удаётся стереть, но Онищенко, сам осознавший, насколько затянулся этот фарс, лично вписывает единицу обратно. Уже будучи на соревнованиях Ляля узнаёт о недопуске Онищенко, а затем на вышку взбирается Коваленко, которого два её одноклассника, по их словам, накануне якобы застудили. Окончательно её добивают овации её одноклассников, которыми те встречают Коваленко. В какой-то момент Макаренко оборачивается и видит молча плачущую Лялю, которая затем убегает с трибуны. 
В финале ученики 6-го «Б» бегут по улице, неся на руках выигравшего соревнования Коваленко, в то время как за ними издали наблюдает молча плачущая и утратившая свой авторитет лидера класса Ляля.

## Роли исполняют
- Лена Борзунова — Ляля Иванова
- Лена Зайцева — Макаронина
- Олег Кропот — Витька
- Саша Шиш — Фигура
- Юля Ананьева — Логвиненко
- Алёша Корсунский — Дмитруха
- Оля Прох — Тася
- Дима Праченко — Коваленко
- Олег Козлов — Ярик
- Екатерина Дурова — пионервожатая
- Валентина Ивашова — Мария Васильевна
- Виктор Деметраш — тренер
- Неонила Гнеповская — эпизодическая роль
- Александр Мовчан — эпизодическая роль
- Николай Олейник — эпизодическая роль
- Людмила Сосюра — эпизодическая роль

## Съёмочная группа
- Автор сценария: Александр Гусельников
- Режиссёр-постановщик: Андрей Праченко
- Оператор-постановщик: Василий Курач
- Художник-постановщик: Лариса Жилко
- Композитор: Вадим Храпачев
- Звукооператор: Наталья Домбругова
- Режиссёр: Анатолий Кучеренко
- Операторы: Г. Красноус, Вячеслав Онищенко
- Оператор комбинированных съёмок: Ю. Андреев
- Директор картины: Жанна Слупская

## Литературная основа
Фильм снят по мотивам одноимённой повести классика украинской детской литературы Всеволода Нестайко.
Повесть была опубликована в 1976 году на украинском языке, в 1983 году была переведена на русский язык Николаем Симаковым и опубликована в одноимённом сборнике повестей.

## Награды
- 1984 — Всесоюзный кинофестиваль (Киев) — Второй приз (по разделу фильмов для детей и юношества)
- 1984 — Всесоюзная неделя фильмов для детей (Алма-Ата) — Приз детского жюри
- 1984 — Молодость-84 (Киев) — «Хрустальный кубок» (вместе с фильмом «Мне страшно рисовать маму»)
- 1985 — Международный кинофестиваль юмора и сатиры (Габрово) — Специальный приз за лучший комедийный фильм для детей